# Meillard
 Meillard  là một xã ở tỉnh Allier thuộc miền trung nước Pháp.